# Квасениця пряма
Квасениця пряма, ксантоксаліс Діллена як Xanthoxalis dillenii (Oxalis stricta) — вид рослин з родини квасеницевих (Oxalidaceae), поширений у США, Канаді, Мексиці, Японії.

## Опис

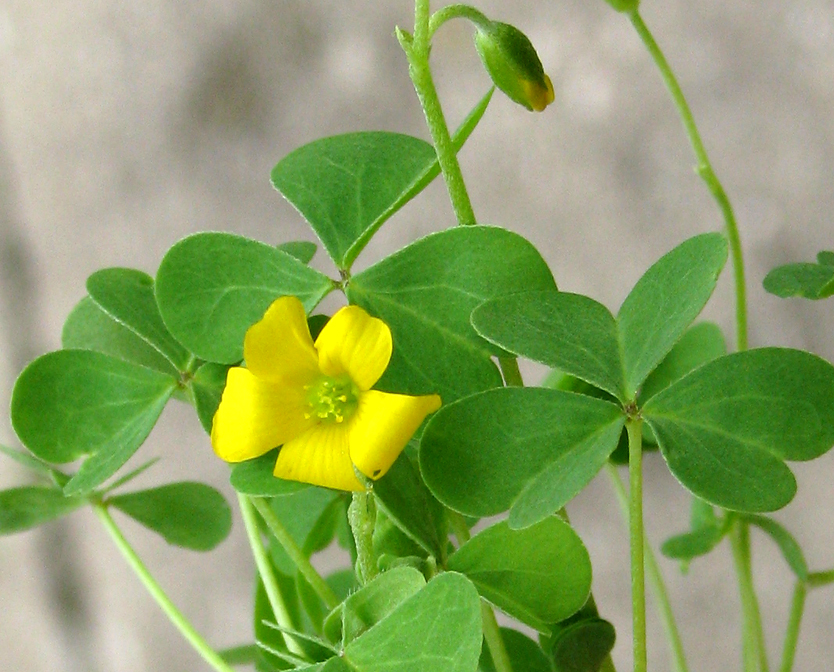
квітка

Однорічна та дворічна рослина заввишки 5–30 м. Стебло висхідне, густо запушене притиснутими, виключно простими, однаковими, спрямованими вгору волосками. Листки зелені, майже супротивні або в пучках. Суцвіття 2–3(4)-квіткові, 12–24 мм завдовжки. Квітки блідо-жовті, приквітки 2–4 мм завдовжки. Трави однорічні або короткоживучі багаторічні, присутні кореневища, столони відсутні, цибулини відсутні. Коробочки циліндричні, різко звужуються до верхівки, 8–15 мм. Насіння буре, поперечні хребти рідко білі. 2n = 18, 24.

## Поширення
Поширений у США, Канаді, Мексиці, Японії; натуралізований у деяких країнах Європи та Азії.
В Україні вид зростає у парках, на клумбах, берегових пісках, у заплавних лісах — у Лісостепу, зрідка.

## Практичне використання
Їстівна рослина. Використовується в салатах та лимонадах.